# Radio Uno (Paraguay)
Radio Uno es una emisora radial paraguaya, fundada en 1955 como Radio Asunción y el 6 de junio de 1992 como Radio Uno. Se emite en la frecuencia número 650 en AM. Sus estudios actuales están ubicados en el barrio Vista Alegre de Asunción con las Radios Disney 96.5, Siete 107.7 y Farra 101.3 FM. Anteriormente estaban sobre la av. Mcal. López c/ McArthur y O'Leary c/ Presidente Franco.

## Locutores principales
- Héctor Corte.
- César Cabrera.
- Gabriela León.
- Jorge Heisecke
- Roberto Pérez